# Niels Bohr
Niels Henrik David Bohr (Kopenhagen, 7 oktober 1885 – aldaar, 18 november 1962) was een Deense theoretisch natuurkundige en theoretisch scheikundige. In 1922 ontving hij de Nobelprijs voor Natuurkunde.
Niels Bohr wordt algemeen gezien als een van de grondleggers van de atoomfysica. Waar Ernest Rutherford als groot experimentator veel over de interne opbouw van het atoom ontdekte, was het de grote verdienste van Bohr om een theoretische grondslag voor dit nieuwe atoommodel te formuleren, waarmee hij tevens een grote bijdrage leverde aan de meest spraakmakende tak van de natuurkunde in de 20e eeuw: de kwantummechanica.

## Levensloop
Niels Bohr werd geboren in een statig herenhuis van zijn moeders grootmoeder, een vrouw uit een rijke joodse bankiersfamilie. Hij was een zoon van Christian Bohr, hoogleraar fysiologie aan de Universiteit van Kopenhagen, en Ellen Adler. Hij had een oudere zus, Jenny, en een jongere broer, Harald Bohr, een Deens wiskundige en voetballer.

### Vroege jeugd
Het hechte gezin waarin Bohr opgroeide was beschaafd en intellectueel, en niet godsdienstig. Niels genoot zijn lagere en voortgezette opleiding aan de Gammelholmschool in Kopenhagen. Hoewel hij een vlijtig scholier was werd hij op school overschaduwd door zijn jongere broer Harald, die later wiskundige zou worden. Daarnaast waren beide broers uitstekende voetballers, waarbij Harald zelfs voetbalde in het Deense elftal dat zilver won in 1908 bij de Olympische Spelen in Londen.

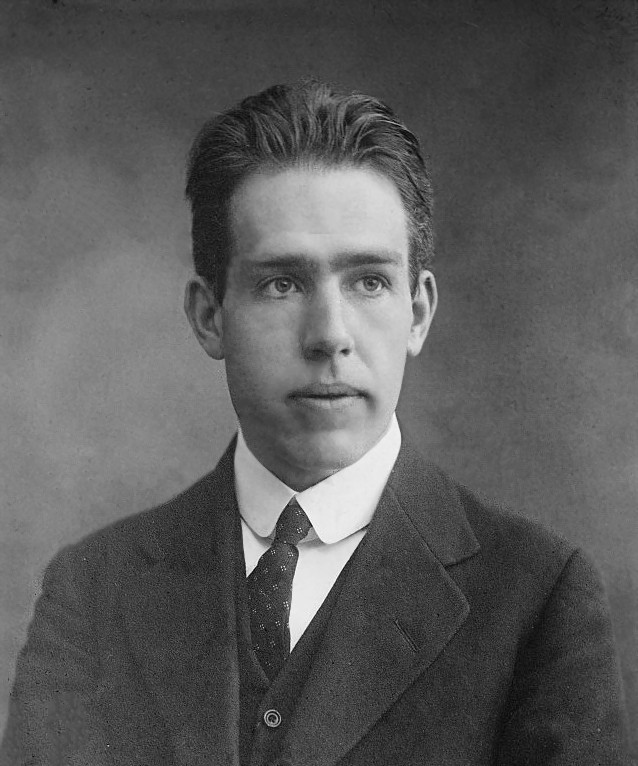
Niels Bohr als jonge man

In 1903 ging Bohr (die religieus denken schadelijk en misleidend vond, maar desalniettemin geïntrigeerd was door het religieuzere werk van Søren Kierkegaard) studeren aan de universiteit van Kopenhagen met natuurkunde als hoofdvak. Zijn docenten waren Christian Christiansen, hoogleraar experimentele en theoretische natuurkunde, en Harold Høffding, hoogleraar filosofie. Beide kende Bohr al doordat ze tot de vriendenkring behoorden van zijn vader. In 1907 won hij een gouden medaille van de Koninklijke Deense Academie van Wetenschappen en Letteren met een manuscript over metingen van de oppervlaktespanning van water. Omdat de universiteit niet beschikte over een natuurkundig laboratorium moest Bohr zijn experimenten uitvoeren in het fysiologisch laboratorium van zijn vader.
Zijn winnend manuscript werd in 1908 gepubliceerd in Philosophical Transactions van de Royal Society. De kennis die hij opdeed over dit onderwerp zou later van pas komen in zijn druppelmodel van de atoomkern. In 1911 promoveerde hij op het proefschrift: Studies over de elektronentheorie van metalen. In hetzelfde jaar overleed zijn vader.

### Manchester
Na zijn promotie ontving Bohr van de Carlsbergstichting – gefinancierd door de Deense bierbrouwerij Carlsberg – een studiebeurs om in het buitenland te studeren. Om zich verder te verdiepen in de elektronentheorie besloot Bohr naar Engeland te gaan om daar samen te werken met Joseph John Thomson, een autoriteit op dit gebied. De samenwerking verliep echter stroef, mede doordat Thomson eerder een punt had gezet achter zijn werk aan elektronen en niet erg bereidwillig was om Bohrs vragen hierover te beantwoorden.
Bohr zocht naar een uitweg en die vond hij toen hij kennismaakte met Ernest Rutherford, een Nieuw-Zeelandse natuurkundige die juist zijn atoommodel had gevonden. Hij volgde Rutherford naar de Universiteit van Manchester, waar hij zich aansloot bij diens onderzoeksgroep. Tijdens zijn studie had hij kennisgemaakt met de oude kwantumtheorie, die ontwikkeld was door Albert Einstein en Max Planck. Deze theorie gebruikte Bohr om zijn eigen theorie over de bouw van atomen uit te werken en de fouten te corrigeren die hij in Rutherfords model vond. Net als Rutherford was hij ervan overtuigd dat elektronen om de atoomkern cirkelden, maar volgens Bohr vormden deze banen een aantal vaste 'schillen' waarin de elektronen volgens kwantumregels bewogen.
Na zes maanden keerde hij vanuit Manchester naar Kopenhagen terug waar hij een baan kreeg als assistent-hoogleraar natuurkunde aan de universiteit van Kopenhagen. Hij werd verwelkomd door zijn verloofde Margrethe Nørlung met wie hij op 1 augustus 1912 in het huwelijk trad. Zij kregen samen zes kinderen: Christian, Harald, Aage, Hans, Erik en Ernest. Christian kwam in 1934 om het leven bij een ongeluk op Chita, de boot van zijn vader. Harald, niet te verwarren met Harald Bohr, de broer van Niels Bohr, overleed op jonge leeftijd aan hersenvliesontsteking.
In 1913 werd hij hoofddocent aan de universiteit. In 1914, tijdens de Eerste Wereldoorlog, kreeg Bohr een aanstelling als lector aan de Victoria University in Manchester, die Rutherford hem aanbood. Samen met zijn vrouw ondernam hij de gevaarlijke reis over de Noordzee. Het lectorschap gaf hem de tijd om zijn onderzoek voort te zetten. Na twee jaar keerde Bohr terug naar Denemarken, waar hij hoogleraar in de theoretische natuurkunde werd aan de universiteit van Kopenhagen – een leerstoel die speciaal voor hem was ingesteld. Ook werd hij verkozen tot lid van de Koninklijke Deense Academie van Wetenschappen.

### Tweede Wereldoorlog
Bohr ontmoette in september 1941 in Kopenhagen, dat door nazi-Duitsland bezet was, zijn voormalige student en vriend Werner Heisenberg. Over die ontmoeting bestaan twee lezingen: volgens Bohr was hij geschokt omdat Heisenberg zonder morele bezwaren meewerkte aan een Duitse atoombom. Maar Heisenberg deed er naar eigen zeggen juist alles aan om dat project te vertragen.
In 1943 lekte uit dat alle Joden in Kopenhagen opgepakt zouden worden. Bohr, die van moederszijde van Joodse origine was, wist, net als de meeste Joden in Denemarken, in een vissersboot naar Zweden te ontsnappen. Daarna ging hij samen met zijn zoon Aage naar de Verenigde Staten. Daar sloot hij zich aan bij het Manhattanproject. Hij werkte voor de rest van de oorlog mee aan de Amerikaanse atoombom.

### Laatste jaren en vernoemingen

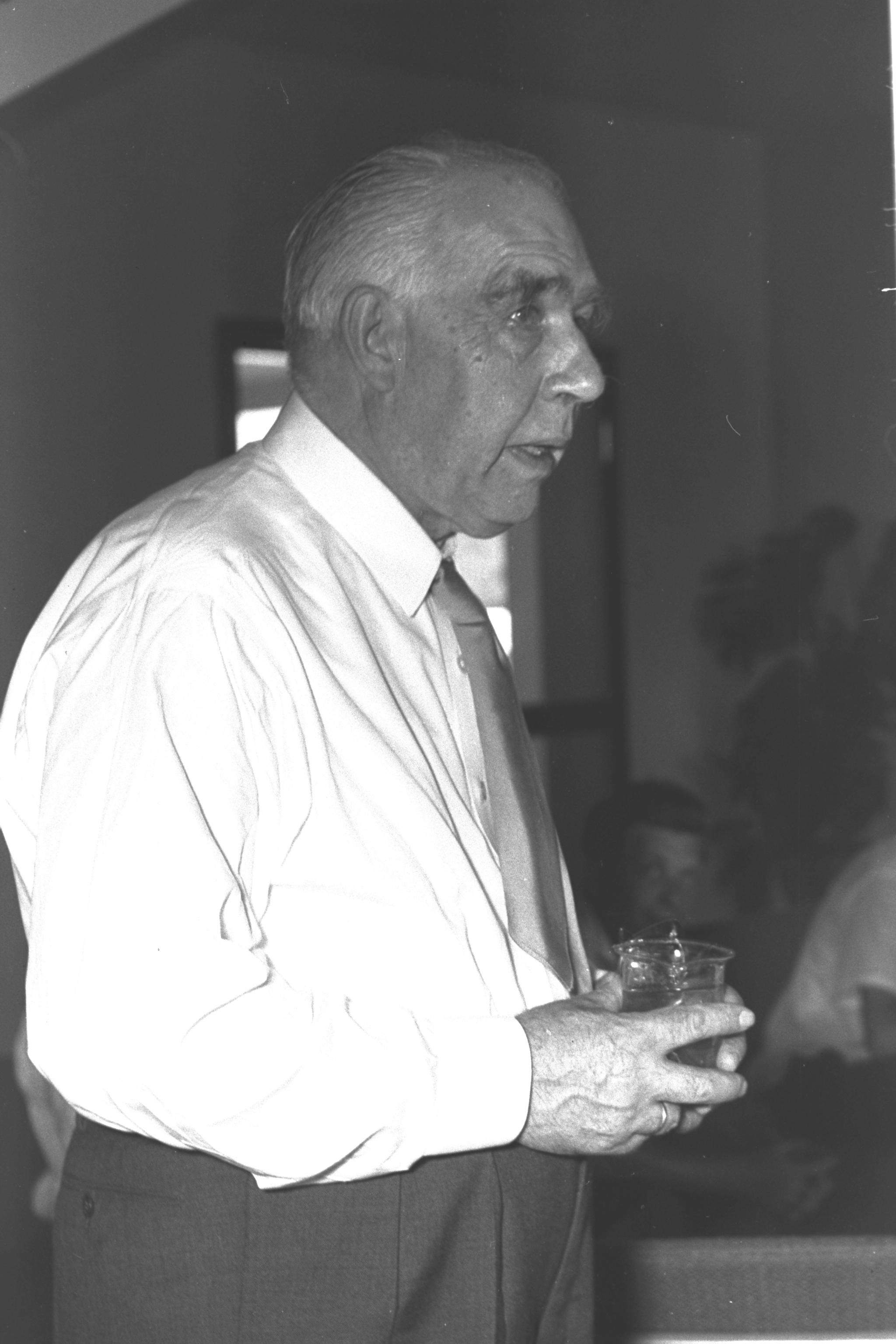
Niels Bohr in 1958

In augustus 1945 kon Bohr terugkeren naar Denemarken. In de jaren 1950 engageerde hij zich in politiek opzicht en sprak hij zich uit voor meer openheid tussen 'Oost' en 'West', gezien de nucleaire wapenwedloop die toen op gang kwam, zowel op aarde als, vanaf 1957, in de ruimte. In 1955 organiseerde Bohr in Genève de conferentie Atoms for Peace (Atomen voor Vrede). Op 24 oktober 1957 ontving hij hiervoor de allereerste Atoms for Peace Award.
In 1952 werd Bohr de eerste directeur van de theoretische afdeling van CERN, dat aanvankelijk in Kopenhagen was gevestigd. Tevens stond hij aan de wieg van de nucleaire geneeskunde. Ook hielp hij in 1921 bij de oprichting van het Instituut voor Theoretische Fysica in Kopenhagen. Onder zijn leiding zou het instituut uitgroeien tot een van 's werelds belangrijkste onderzoekscentra van die tijd. Na zijn overlijden volgde zijn zoon Aage hem in 1963 op als directeur. Op 7 oktober 1985, de honderdste geboortedag van Bohr, werd officieel het Niels Bohr-instituut in Kopenhagen geopend, een resultaat van een fusie van een flink aantal Kopenhaagse wetenschappelijke instellingen, waaronder het Instituut voor Theoretische Fysica. Het Niels Bohr-instituut beheert onder meer het Niels Bohr-archief.

## Werk

### Atoommodel
Twee jaar nadat Rutherford zijn atoomtheorie had gepubliceerd voltooide Bohr in Kopenhagen zijn Bohr-atoommodel volgens de oude kwantummechanica. In 1913 publiceerde hij in het Philosophical Magazine het artikel On the Constitution of Atoms and Molecules. Hierin beschreef hij dat de banen van elektronen om de atoomkern alleen bepaalde waarden (gekwantificeerd) konden zijn en energieën met vaste onderscheiden energieën hebben. Niet alle energieën zijn mogelijk, wat klopt met de waargenomen lijnspectra van chemische elementen. Deze banen worden gekenmerkt door vaste waardes in stappen, namelijk veelvouden van {\displaystyle h/2\pi }, met {\displaystyle h} de constante van Planck.
Verder eiste hij dat de uitzending (emissie) van licht optreedt wanneer een elektron van een hogere energiebaan naar een lagere springt. Absorptie zorgt voor het tegengestelde effect. De energie die bij uitzending vrijkomt in de vorm van een lichtdeeltje (een foton) is {\displaystyle h\nu }, met {\displaystyle \nu } (Grieks: nu) de frequentie van de uitgezonden golf. Op deze wijze kon hij de atoomspectra – exacte frequenties van lichtkwanta – van waterstof verklaren.
In 1918 publiceerde hij het artikel Over de kwantumtheorie van spectraallijnen, waarin hij het correspondentieprincipe beschreef. Dit principe moest de kloof overbruggen tussen de klassieke natuurkunde en de oude kwantummechanica. Het correspondentieprincipe houdt in dat voor grote kwantumgetallen (grote energieën) in de limiet de beschrijving van de verschijnselen in de kwantummechanica moet overgaan in de klassieke theorie. Daar is het effect van de stappen met constante van Planck klein en te verwaarlozen.
Bohr was (indirect) van belang voor de ontdekking en het gebruik van kernsplijting. Zijn druppelmodel van de atoomkern, in 1936 gepubliceerd, hielp Lise Meitner en Otto Frisch bij de theoretische verklaring voor kernsplijting. Verder deed Bohr in 1939 de suggestie dat kernsplijting eerder zou optreden in het zeldzame isotoop van uranium uranium-235 dan in het veel voorkomende uranium-238. De ontdekking van kernsplijting leidde ertoe dat de verontruste natuurkundigen Leó Szilárd en Eugene Wigner in mei 1939 Einstein vroegen om een brief te schrijven aan de Amerikaanse president Franklin Delano Roosevelt, om hem te waarschuwen dat de Duitsers een kernbom zouden kunnen ontwikkelen. Deze brief leidde tot het Manhattanproject.

### Kopenhaagse interpretatie

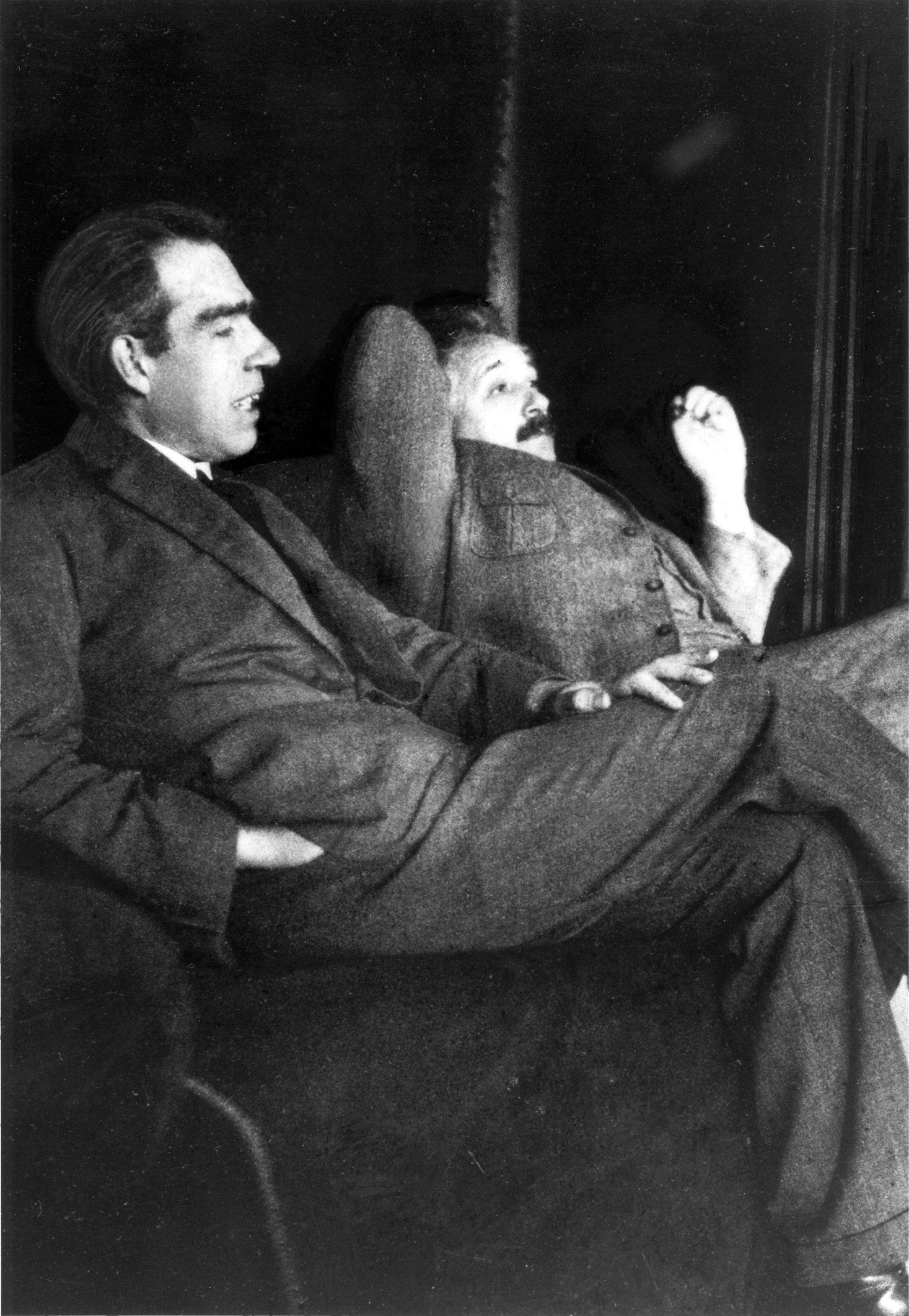
Bohr en Einstein in discussie (1925), foto genomen door Paul Ehrenfest

Bohr bevorderde de formulering van een nieuwe filosofische en wiskundige benadering en beschrijving van de structuur van het atoom en de atoomkern en andere gerelateerde gebieden van de kwantumfysica. Dit noemt men de Kopenhaagse interpretatie (CHI) van de kwantummechanica. Kort samengevat: de waarnemer van een experiment vormt samen met dit experiment een enkel systeem. De waarnemer oefent een non-lokale invloed uit op de kwantumwereld, die volgens de tot dan toe gangbare opvattingen volstrekt ongerijmd was. Elementaire deeltjes kunnen spontaan verschijnen en verdwijnen, sneller dan de lichtsnelheid informatie uitwisselen en nog meer vreemd gedrag vertonen.
Voortvloeiend uit de Kopenhaagse interpretatie introduceerde Bohr in 1927 – op een conferentie in het Italiaanse Como ter ere van de honderdjarige sterfdag van Alessandro Volta – zijn complementariteitsprincipe, een belangrijke conceptuele bijdrage aan de kwantummechanica. Het complementariteitsprincipe houdt in dat kwantummechanische verschijnselen zowel een deeltjes- als een golfkarakter kunnen vertonen, maar nooit beide tegelijkertijd.
Samen met onder anderen de jonge Werner Heisenberg, die bij hem studeerde, stelde Bohr in de jaren 20 deze theorie op. Bohrs collega Albert Einstein had ernstige bezwaren tegen deze 'zweverige' theorie en hij voerde met Bohr de rest van zijn leven verhitte debatten over deze kwestie. Deze controverse bereikte in 1935 een hoogtepunt in de formulering van de Einstein-Podolsky-Rosen-paradox waarbij Einstein de absurditeit van Bohrs Kopenhaagse interpretatie van de kwantummechanica probeerde aan te tonen. Tot op heden is er discussie wat precies de juiste interpretatie van de kwantummechanica is. Experimenten zijn bedacht om de patstelling te doorbreken, maar deze experimenten heeft men nog niet tot uitvoering kunnen brengen. In 1923 ontving Bohr de Matteucci-medaille, in 1938 de Copley Medal.

## Trivia
- Het toneelstuk Kopenhagen van de Engelse toneelschrijver Michael Frayn is gebaseerd op de ontmoeting tussen Heisenberg en Bohr in bezet Kopenhagen in 1941. In de Nederlandse versie van dit toneelstuk werd de rol van Bohr gespeeld door Bram van der Vlugt.
- Niels Bohr vroeg eens aan Pauli, toen deze een nieuwe theorie presenteerde: "We zijn het er allemaal over eens dat uw theorie gek is. Maar is ze gek genoeg om waar te kunnen zijn?"
- De Bohrstraal a0 is een atomaire lengteschaal, die ongeveer overeenkomt met 5,292 × 10−11 meter.
- Bohrs zoon Aage was eveneens natuurkundige en ontving in 1975 de Nobelprijs voor Natuurkunde.
- Het element bohrium (een transuraan, niet te verwarren met Boor, ook wel 'borium' genoemd) is naar Niels Bohr genoemd als eerbetoon.
- Niels Bohr werd in 1947 door de Deense koning onderscheiden met de exclusieve Orde van de Olifant – de hoogste eer in Denemarken – en koos als wapenschild, de wapenborden van de ridders worden in de kapel van de orde opgehangen, een Aziatisch thema: yin en yang, met het devies Contraria sunt complementa (tegenstellingen zijn complementair).
- Niels Bohr had een hekel aan schrijven en dicteerde zijn belangrijkste werken aan zijn vrouw.
- Niels Bohr komt voor in de film Oppenheimer uit 2023 van Christopher Nolan, waarin hij gespeeld werd door Kenneth Branagh.